# Jefferson Township (comté de Clark, Missouri)
Jefferson Township est un township  du comté de Clark dans le Missouri, aux États-Unis,. Il est baptisé en référence à Thomas Jefferson, 3e président des États-Unis.

## Source de la traduction
- (en) Cet article est partiellement ou en totalité issu de l’article de Wikipédia en anglais intitulé « Jefferson Township, Clark County, Missouri » (voir la liste des auteurs).